# آيت سعيد أوحقي (أغبالو)
آيت سعيد أوحقي هي إحدى مشيخات المملكة المغربية، تتبع جغرافيا لإقليم ميدلت وإداريًا لأغبالو. يقدر عدد سكانها بـ 2480 نسمة حسب الإحصاء الرسمي للسكان والسكنى لسنة 2004.